# 莱比锡布商大厦
布商大廈（德語：Gewandhaus）是莱比锡的一座音乐厅。
其所在地原有15世紀時舊城邊界上的軍械庫，後來其部分樓層改為布料商展博覽會的用地，因此被通稱為布商大廈。1781年，其二樓開始作為「新音樂會樂團」的演出場所（布商大廈管絃樂團前身，成立於1743年）。
歷經多年使用、戰爭所帶來的破壞以及重複翻修，第三代布商大廈落成於1981年，並由時任布商大廈管絃樂團總監的庫特·馬殊指揮其開幕音樂會。
布商大廈內之管风琴為：Schuke, Potsdam IV-92-6638。

## 图片

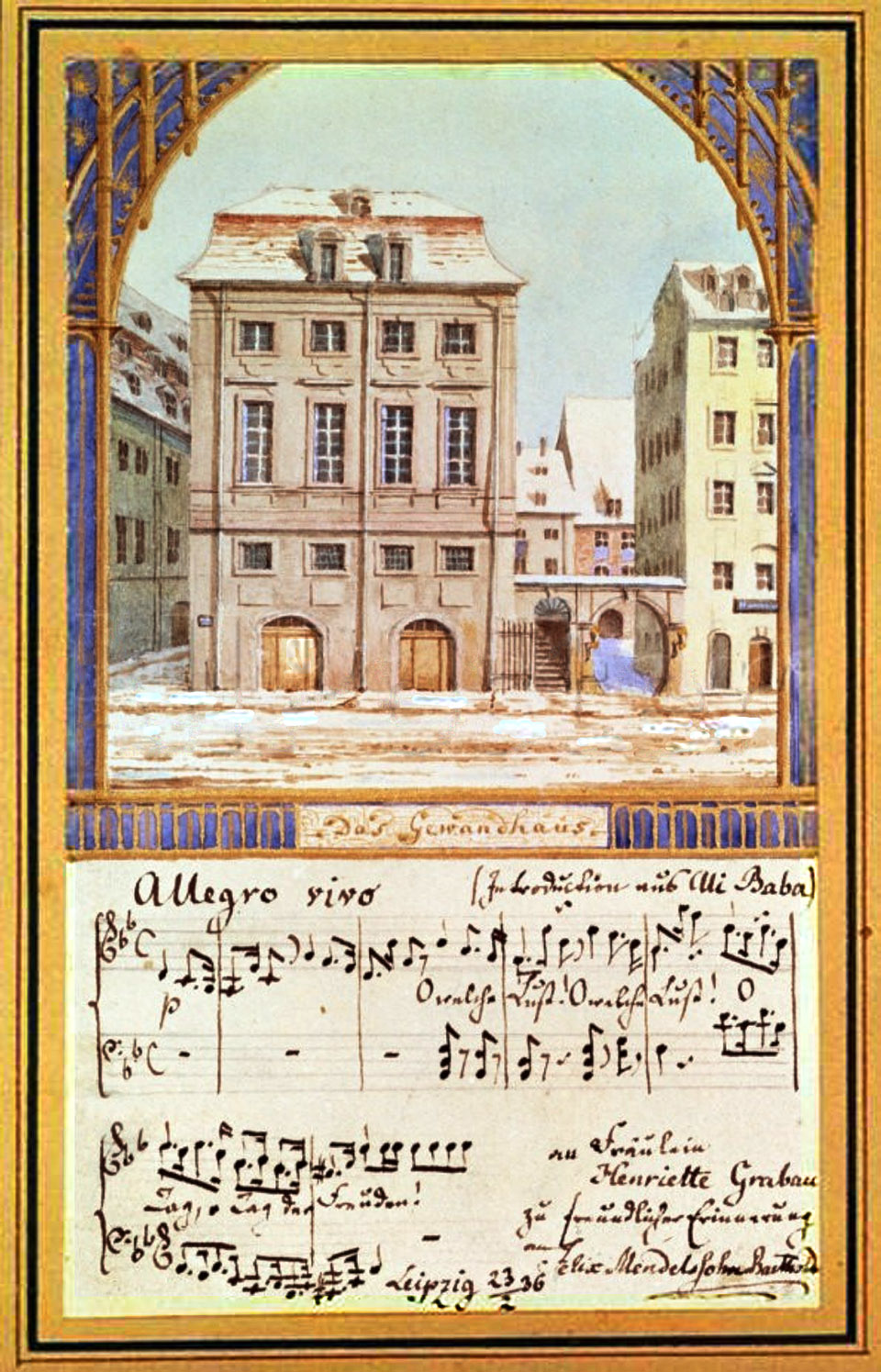
第一代布商大廈 (1781年)
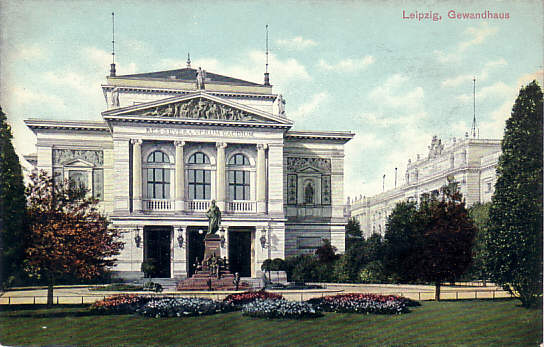
第二代布商大廈 (1884年)
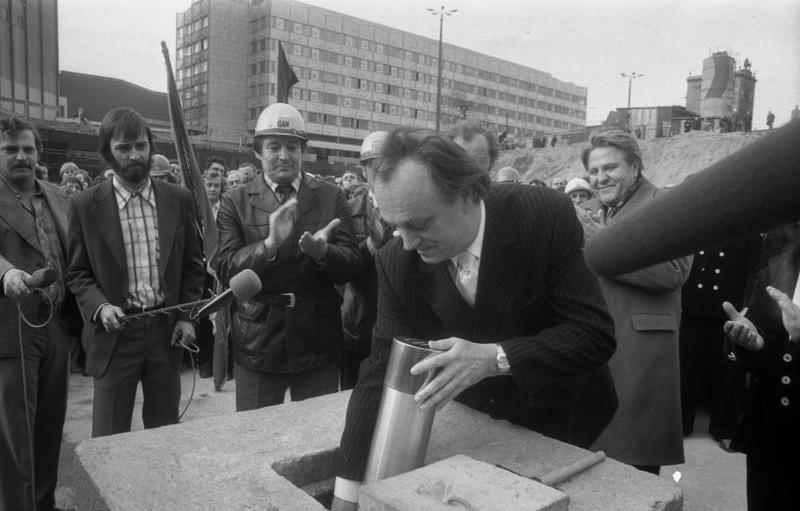
库尔特·马苏尔為第三代布商大廈進行奠基
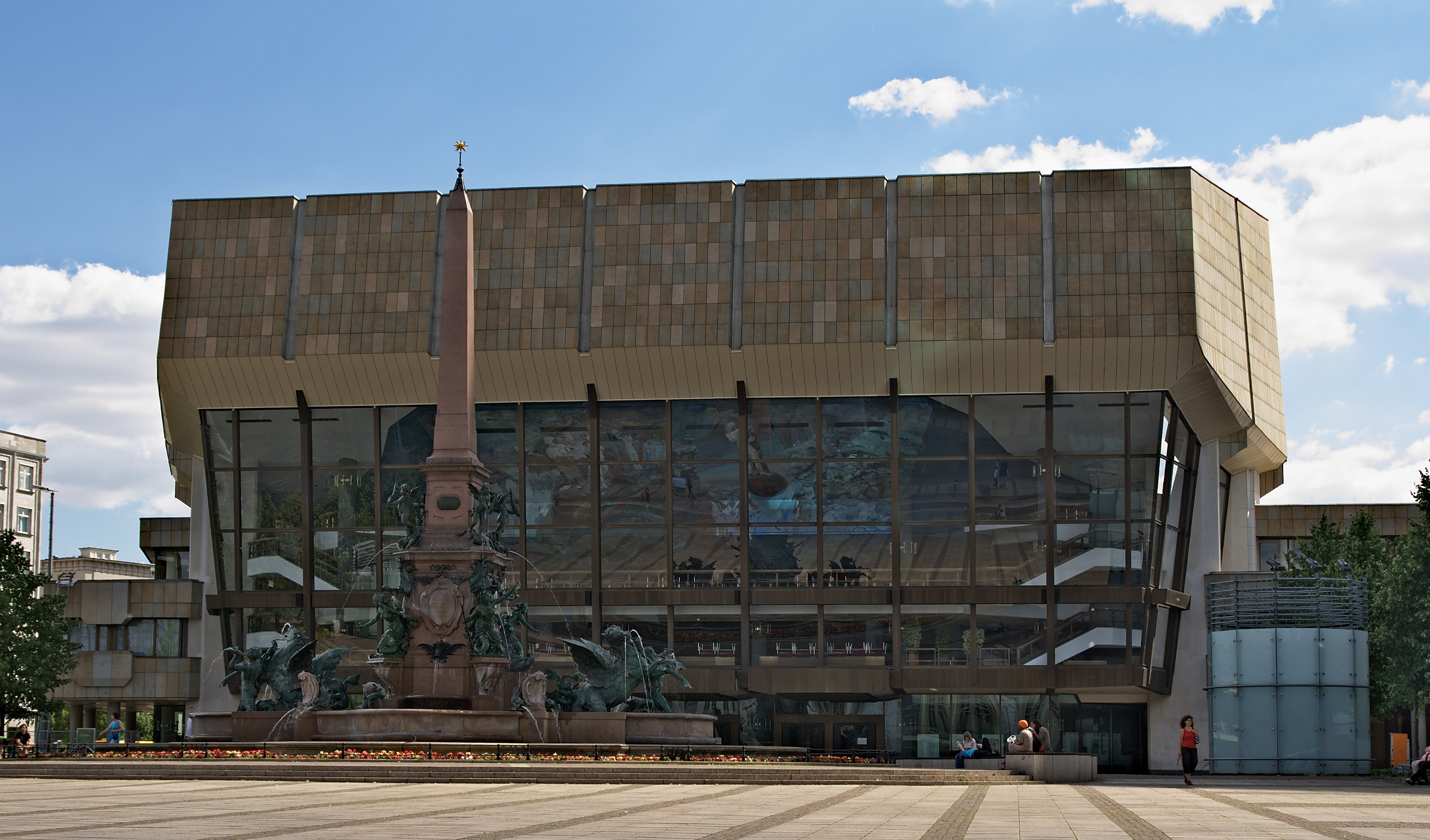
第三代布商大廈 (1981年)